# Список аеропортів Албанії
Список аеропортів в Албанії, згрупований за типом і відсортований за місцем розташування.   

## Аеропорти, аеродроми та аеродроми
Назви аеропортів, вказані жирним шрифтом, вказують, що аеропорт має регулярне обслуговування в комерційних авіакомпаніях. 
| Розташування         | ІКАО | IATA | Назва аеропорту                                        | Координати                                                                 |
| -------------------- | ---- | ---- | ------------------------------------------------------ | -------------------------------------------------------------------------- |
| Міжнародні аеропорти |      |      |                                                        |                                                                            |
| Штікен               | LAKU | KFZ  | Кукес                                                  | 42°02′01″ пн. ш. 20°24′57″ сх. д. / 42.0337° пн. ш. 20.4158° сх. д.        |
| Рінас                | LATI | ТІА  | Міжнародний аеропорт Тирани                            | 41°24′53″ пн. ш. 19°43′14″ сх. д. / 41.4147° пн. ш. 19.7206° сх. д.        |
| Новоселя             | LAVL |      | Міжнародний аеропорт Вльора (схвалено для будівництва) | 40°28′34″ пн. ш. 19°28′27″ сх. д. / 40.4761° пн. ш. 19.4742° сх. д.        |
| Місцеві аеропорти    |      |      |                                                        |                                                                            |
| Штіка                | LAKU |      | Аеропорт Кукес                                         | 42°02′01″ пн. ш. 20°24′57″ сх. д. / 42.0337° пн. ш. 20.4158° сх. д.        |
| Місцеві аеродроми    |      |      |                                                        |                                                                            |
| Гірокастра           |      |      | Аеродром Гірокастра                                    | 40°05′14″ пн. ш. 20°09′11″ сх. д. / 40.0873° пн. ш. 20.1531° сх. д.        |
| Лумалас              | LAKO |      | Аеродром Корча                                         | 40°38′45″ пн. ш. 20°44′29″ сх. д. / 40.6457° пн. ш. 20.7415° сх. д.        |
| Фінік                | LASR |      | Аеродром Саранда                                       | 39°52′43″ пн. ш. 20°2′9″ сх. д. / 39.87861° пн. ш. 20.03583° сх. д.        |
| Шкодер               | LASK |      | Аеродром Шкодер                                        | 42°5′21.7″ пн. ш. 19°30′32.8″ сх. д. / 42.089361° пн. ш. 19.509111° сх. д. |
| Фарка                | LAFK |      | Вертодром Тирана                                       | 41°18′56″ пн. ш. 19°53′08″ сх. д. / 41.3155° пн. ш. 19.8855° сх. д.        |
| Військові авіабази   |      |      |                                                        |                                                                            |
| Кучова               | LAKV |      | Авіабаза Кучова                                        | 40°46′19″ пн. ш. 19°54′07″ сх. д. / 40.7719° пн. ш. 19.9019° сх. д.        |
| Гядер                | LAGJ |      | Авіабаза Гядер                                         | 41°53′43″ пн. ш. 19°35′55″ сх. д. / 41.8952° пн. ш. 19.5987° сх. д.        |

## Дивись також
- Транспорт Албанії